# 1393
1393 (MCCCXCIII) je bilo navadno leto, ki se je po julijanskem koledarju začelo na sredo.

## Dogodki
- Muzaffaridi

## Smrti
- 7. marec - Bogislav VI., vojvoda Pomeranije-Wolgasta (* 1350)
- 20. marec - Janez Nepomuk, češki narodni svetnik (* 1340)
- 15. april - Elizabeta Pomeranijska, poljska princesa, češka kraljica, rimsko-nemška cesarica (* 1345)
- 6. junij - cesar Go-En'ju, japonski proticesar (* 1359)
- 11. junij - Ivan Burbonski, francoski plemič, grof La Marcheja (I.) in Vendômeja (VII.) (* 1344)
- 14. julij - Ibn Radžab, islamski teolog in pravnik, šola hanbali (* 1335)
- 30. julij - Albert V. d'Este, markiz Ferrare (* 1347)
- 29. november - Leon V., kralj Kilikijske Armenije iz hiše Lusignanskih (* 1342)
- 4. december - Friderik Bavarski, vojvoda Bavarske-Landshuta (* 1339)
- Fa Ngum, kralj laoške kraljevine Lan Xang (* 1316)